# Hernstein
Hernstein is een gemeente in de Oostenrijkse deelstaat Neder-Oostenrijk, gelegen in het district Baden. De gemeente heeft ongeveer 1400 inwoners.

## Geografie
Hernstein heeft een oppervlakte van 46,58 km². Het ligt in het noordoosten van het land, in de buurt van de hoofdstad Wenen.

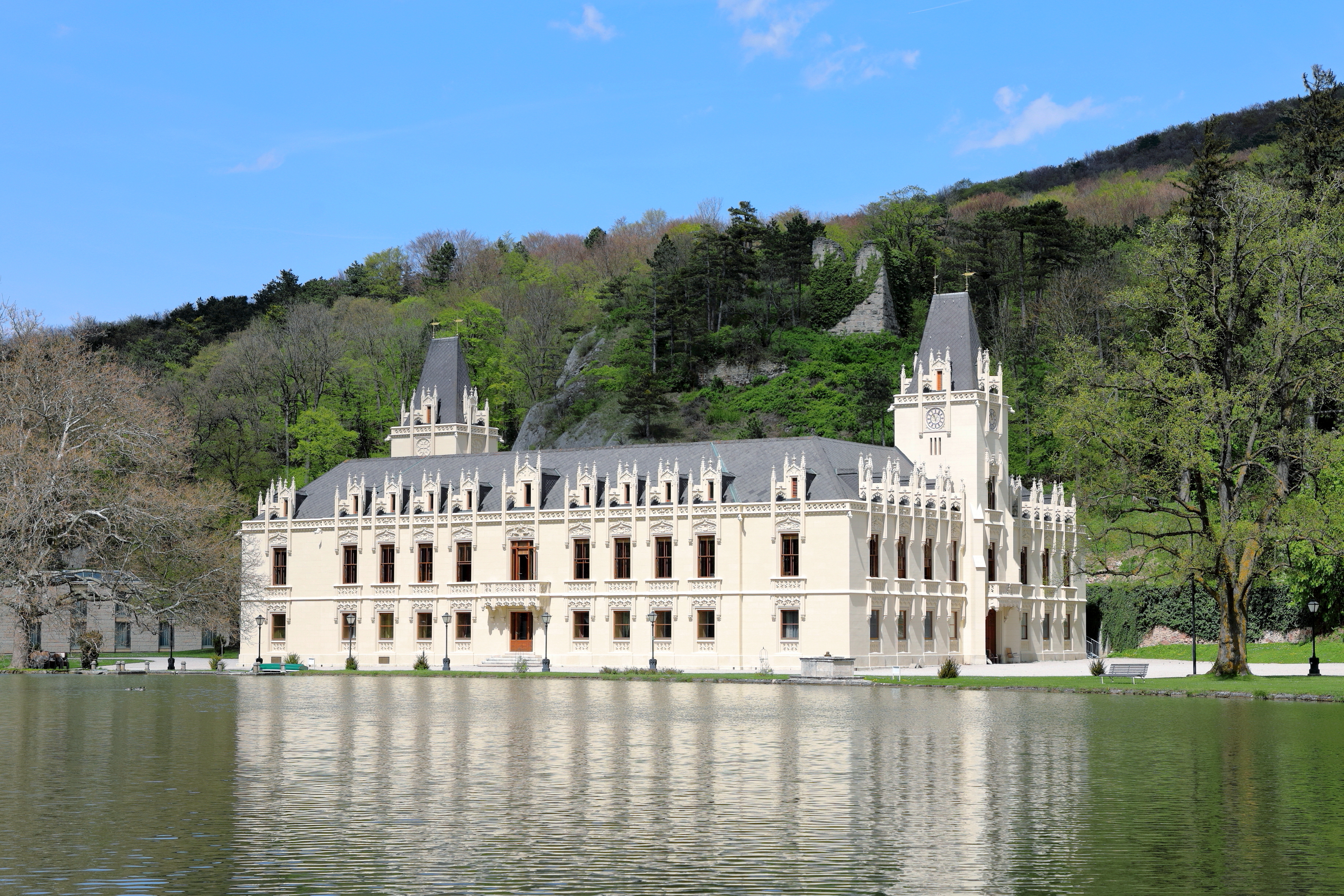
Slot Hernstein

Alland · Altenmarkt an der Triesting · Baden · Bad Vöslau · Berndorf · Blumau-Neurißhof · Ebreichsdorf · Enzesfeld-Lindabrunn · Furth an der Triesting · Günselsdorf · Heiligenkreuz · Hernstein · Hirtenberg · Klausen-Leopoldsdorf · Kottingbrunn · Leobersdorf · Mitterndorf an der Fischa · Oberwaltersdorf · Pfaffstätten · Pottendorf · Pottenstein · Reisenberg · Schönau an der Triesting · Seibersdorf · Sooß · Tattendorf · Teesdorf · Traiskirchen · Trumau · Weißenbach an der Triesting
- Gemeinsame Normdatei: 4564833-5
- Library of Congress Control Number: no94002468
- Nationale Bibliotheek van Israël: 987007533489005171
- Virtual International Authority File: 167815448
- WorldCat: E39PBJhmJxGqbyVdqVxwTPDQbd